# 13906 Shunda
13906 Shunda eller 1977 QD2 är en asteroid i huvudbältet som upptäcktes den 20 augusti 1977 av den rysk-sovjetiske astronomen Nikolaj Tjernych vid Krims astrofysiska observatorium på Krim. Den har fått sitt namn efter matematikern Nikifor Nikolaevich Shunda.
Asteroiden har en diameter på ungefär 2 kilometer och den tillhör asteroidgruppen Levin.